# روبرتو ألبوكيرك
روبرتو ألبوكيرك (بالإنجليزية: Roberto Albuquerque)‏ هو لاعب كرة قدم أمريكي، ولد في 4 نوفمبر 1993 في بارك ريدج في الولايات المتحدة. لعب مع Kansas City Roos men's soccer ‏.